# Fred (fumettista)
Fred, pseudonimo di Frédéric Othon Théodore Aristidès (Parigi, 5 marzo 1931 – Parigi, 2 aprile 2013), è stato un fumettista francese famoso per il fumetto Philémon.

## Biografia
Nato da immigrati greci Fred comincia la sua carriera nel 1954 collaborando con la rivista Zéro. Negli anni seguenti lavora per diverse riviste sia francesi che estere come Ici Paris, France Dimanche, Punch and The New Yorker. Nel 1960 assieme a Georges Bernier e François Cavanna fonda la rivista Hara-Kiri, di cui sarà direttore artistico e di cui disegnerà le prime sessanta copertine. Fred ha scritto anche le sceneggiature per diversi artisti come Jean-Claude Mézières, Loro, Georges Pichard, Hubuc, Mic Delinx and Alexis. Tra il 1978 e 1980 e nel 1986 Fred ha lavorato anche per Éditions Vaillant, realizzando per il giornale per giovani Pif  il fumetto Cythère, l'apprentie sorcière.

## Premi
- Nel 1973 vince il Premio Yellow Kid al Salone Internazionale dei Comics di Lucca
- Nel 1980 vince il Grand Prix de la ville d'Angoulême.[3]
- Nel 1994 vince il premio Alph-art per il miglior albo al Festival d'Angoulême.[4]
- Nel 1995 vince il Premio Yellow Kid al Salone Internazionale dei Comics di Roma